# Специјална полиција Управе града Београда
Специјална полиција је била квислиншка формација која је деловала у окупираном Београду током Другог светског рата. Специјална полиција је била највернији сарадник Немаца током окупације. Главне акције Специјалне полиције биле су усмерене против комуниста и Јевреја. На челу Специјалне полиције током највећег дела рата налазио се Илија Паранос.
Београдска Специјална полиција је од самог почетка била изузета из надлежности Аћимовићевог комесаријата за унутрашње послове и подређена непосредно полицијско-безбедносним службама. За све време трајања окупације њен рад је каналисао и надзирао Гестапо. Приоритетни задатак Специјалне полиције био је хапшење, мучење, саслушавање и осуђивање комуниста. Након капитулације и почетка окупације, Специјалној полицији су проширена овлашћења чиме је могла да делује на целој територији окупиране Србије. Средином маја 1941. у Београду био је формиран један одред од 55 агената, а у јулу је радило 858 агената. Захваљујући свом предратном искуству у борби против комуниста, Специјална полиција је већ у мају прикупила одређене информације о активностима комуниста, али тек у другој половини јуна Специјална полиција почиње да се припрема за хапшења комуниста, у исто време када и Немачка завршава припреме за рат са Совјетским Савезом.
Прва већа акција хапшење комуниста почела су истог дана по нападу Немачке на Совјетски Савез. Иако је у акцији ухапшен велики број особа, међу њима је био мали број комуниста, јер су многи били упозорени на предстојећу акцију захваљујући Јанку Јанковићу, шефу картотеке Управе града Београда.

## Оснивање
Дана 21. априла 1941. године, немачки војни командант области за Београд, оберст Ернст Мориц фон Кајзенберг, именовао је Драгомира Јовановића за руководиоца градске управе. У средини маја 1941. године, Јовановић је основао посебан одред од 55 полицијских агената који су били директно задужени од стране немачке полицијско-безбедносне организације, Ајнзацгрупе Србија, за проналажење, хапшење и испитивање комуниста у Београду. Специјална полиција настала је на темељима предратне београдске Опште полиције, која је још од забране деловања Комунистичке партије у Југославији 1920. године имала улогу политичке полиције. Четврти одсек Опште полиције водио је евиденцију познатих комуниста, вршио надзор над културним и спортским друштвима и свим другим организацијама, а посебну пажњу усмеравао је на Београдски универзитет као жариште слободарске мисли у предратној Југославији.
Предратни шеф IV антикомунистичког одељења Опште полиције био је Светозар Вујковић, а његови заменици Стеван Штерић и Брана Божић. У то време, брзо је агентску каријеру стицао Ђорђе Космајац. Касније ће Светозар Вујковић постати шеф логора на Бањици, а Ђорђе Космајац његов помоћник. Обојица су својим познавањем кадрова Комунистичке партије Југославије и СКОЈ-а нанели велику штету народноослободилачком покрету. На кратко време, начелник Специјалне полиције био је Мијa Петровић, али је након месец дана замењен Илијом Параносом. Гестапо је Параноса упознао током посете Хермана Геринга Југославији 1936. године, када се састао са југословенским премијером Миланом Стојадиновићем, и сматрао га је искусним и оданим официром.
Дана 30. априла 1941. године, Немци су поставили Милана Аћимовића, изразитог антикомунисту који је био министар унутрашњих послова Југославије током зиме 1939–40, за руководиоца српске колаборационистичке администрације. Међутим, Специјална полиција није потпадала под контролу Аћимовићеве Комесарске управе и остала је под контролом Гестапоа.
Концентрациони логор Бањица основан је 22. јуна 1941. године по налогу шефа немачке војне окупационе управе у Србији, Харалда Турнера, а у договору са Миланом Аћимовићем. Циљ логора био је да држи комунисте које су ухапсили Гестапо и Специјална полиција. Особље логора, предвођено Вујковићем, преузело је управљање логором 5. јула, а први затвореници су стигли 9. јула.
Комунистички отпор започео је почетком јула, убрзо након инвазије Совјетског Савеза, усмеравајући се против Немаца и колаборационистичких власти. До почетка устанка који су водили комунисти, Специјална полиција је добијала похвале од Кајзенберга, као и ножеве, гумене пендреке, пушке и пиштоље. Након почетка устанка, број припадника Специјалне полиције се брзо повећао.
Специјална полиција је управљала мрежом доушника који су извештавали о доласку сумњивих лица, састанцима и разговорима, а редовно су вршили инспекције компанија, фабрика, институција и болница. О томе говори трагaње за Милошем Бајићем, учитељем из Горње Топлице, који је био у партизанским редовима, те га је потраживао предстојник полиције у Ваљеву. Пронађен је и ухапшен 23. октобра 1942. године на грудном одељењу Опште државне болнице.

## Структура и седишта
Уз мање измене, Специјална полиција је задржала ранију структуру. Састојала се од пет одељења:
- Први одсек – административни, је водио Бора Мирковић
- Други одсек – надзор странаца, је водио Јосип Вучинић
- Трећи одсек – контрола покрета Драже Михајловића, је водио Никола Губарев
- Четврти одсек – борба против комунизма, је водио Бошко Бећаревић
- Пети одсек – Централна пријавница је вођена од стране Ђорђа Ђорђевића

Надлежност други одсек била је знатно ограничена, јер је Гестапо задржао одговорност за праћење и поступање са свим странцима на окупираној територији. Током окупације, кроз четврти одсек је само из Београда прошло преко 15.000 људи окривљених да су чланови илегалних организација КПЈ, или пак њени помагачи. Преко осамдесет посто укупно обављених задатака Специјалне полиције отпало је на њен Антикомунистички одељак. Ђорђе Ђорђевић руководио је Централном пријавницом, која је остала у приземљу зграде на Обилићевом венцу, док су Кривична и Техничка полиција са приручним лабораторијама, као саставни делови укупног полицијског апарата УГБ, биле пресељене у зграду на углу Таковске и Далматинске улице. Иако је Специјална полиција била везана за управу Града Београда, почела је да шаље тимове агената у регионалне центре, као што су Ниш, Крагујевац, Шабац, Ваљево, Пожаревац и Лесковац. Штерић је послат да води канцеларију Специјалне полиције у Крагујевцу. Они су формално били подређени окружним начелницима, а преко њих Недићевом Министарству унутрашњих послова. У градовима у којима су оперисали били су у сталном контакту са тамошњим испоставама Гестапоа, а редовно су слали извештаје Специјалној полицији. Специјална полиција је чак покушала да прошири своје деловање на југословенске принудне раднике и ратне заробљенике у Немачкој.

## Операције
Специјална полиција је имала пуну иницијативу у хапшењу, мучењу и испитивању комуниста. Међутим, и у том погледу је понекад морала да се повинује наређењима Гестапоа и да хапси лица по списковима које јој доставе немачке власти. На пример, новембра 1941. године, шеф Ајнзацгрупе Србија упутио је Специјалној полицији допис са захтевом да се спроведе истрага у електрани "Снага и светлост", где је према обавештењима немачких информатора постојало је јако упориште Комунистичке партије. Специјална полиција је након тога ухапсила неколико осумњичених комуниста и послала их у концентрациони логор Бањица. Међутим, иако је Специјална полиција имала одређени степен аутономије у хапшењу људи, није имала такву аутономију када је било у питању ослобађање затвореника из логора Бањица. Специјална полиција би дала препоруку, често уз ставове марионетске власти, али је само Гестапо могао одобрити ослобађање. У неким случајевима, Гестапо је одбио такве захтеве без објашњења.
Јовановић је 1942. основао Српску државну безбедност, а након њеног оснивања, Специјална полиција је редовно размењивала информације са њом. Специјална полиција је такође размењивала информације са колаборационистичким Српским добровољачким корпусом, немачким војним обавештајним бироом (Абвер), али и са Михаиловићевим четницима. Агентима Специјалнe полицијe су додељиване новчане награде за њихове напоре у борби против комуниста.
Јовановићев утицај на рад Специјална полиција био је неспоран, посебно током претреса и хапшења у Београду, али и у одлукама које су се односиле на категоризацију и стрељање затвореника у концентрационом логору Бањица, где је много комуниста и других људи било послато након испитивања. 1. септембра 1943. године, Специјална полиција, уз помоћ Српске државне страже и Посавског четничког батаљона, је опколила прoпартизанско село Вранић, близу Београда. Један мештанин је убијен од стране четника, а око десет је ухапшено, од којих је четворо одведено у затвор Специјалне полиције, где су испитивани и мучени, а касније изоловани у концентрационом логору Бањица. Током рата, 31 мештанин из Вранића је био затворен у Бањици, а шесторо их је стрељано од стране Немаца. Од пролећа 1944. године, извршни одсек Специјалне полиције био је укључен у неколико стрељања затвореника из логора Бањица на две локације у Београду.